# Atrachelacris
Atrachelacris är ett släkte av insekter. Atrachelacris ingår i familjen gräshoppor.
Kladogram enligt Catalogue of Life:
| Atrachelacris | \| \| Atrachelacris olivaceus \| \| \| \| \| \| Atrachelacris unicolor \| \| \| \| |
|               | \| \| Atrachelacris olivaceus \| \| \| \| \| \| Atrachelacris unicolor \| \| \| \| |
|               | Atrachelacris olivaceus                                                            |
|               |                                                                                    |
|               | Atrachelacris unicolor                                                             |
|               |                                                                                    |